# Jamblinne
Jamblinne est un petit village faisant partie de la ville belge de Rochefort située en Région wallonne dans la province de Namur.
Il fait partie de la section de Villers-sur-Lesse. Il était desservi par la Gare de Villers-sur-Lesse.

## Patrimoine
- La chapelle Saint-Barthélemy édifiée en 1759 est un site classé.